# Ярославский, Вячеслав Юрьевич
Вячеслав Юрьевич Ярославский (бел. Вячаслаў Юр`евіч; 14 мая 1985, Минск) — белорусский футболист, защитник, ныне тренер.

## Карьера

### Клубная
Профессиональную карьеру Ярославский начал в тираспольском «Шерифе». На момент приезда в Молдову Ярославский считался очень перспективным футболистом, вызывался в сборные Беларуси разных возрастов, провёл в составе «Шерифа» почти 3 года, за это время он практически всегда являлся основным футболистом. Играл на правах аренды в брестском «Динамо» и гродненском «Немане».
В апреле 2012 года подписал контракт с клубом «Торпедо-БелАЗ», где стал основным левым защитником. После сезона 2012 был выставлен жодинским клубом на трансфер, но в результате остался в клубе, потеряв место в основном составе. В августе 2013 года перешёл в «Славию», где быстро закрепился на позиции левого защитника. В марте 2014 года подписал контракт с «Витебском».
В январе 2015 года стал игроком футбольного клуба «Городея». В декабре продлил контракт с командой на следующий сезон. В начале сезона 2016 чаще выходил на замену, позднее закрепился в стартовом составе на позиции левого защитника. Сезон 2017 начинал в основе, однако позднее потерял место в составе, оставался на скамейке запасных. В декабре 2017 года по окончании контракта покинул команду.
В начале 2018 года находился на просмотре в минском «Луче», однако позднее присоединился к «Лиде». Сезон 2018 начинал в стартовом составе, однако в мае получил травму и больше на поле не появлялся. В октябре по соглашению сторон покинул лидский клуб.

### В сборной
В молодёжной сборной Беларуси до 21 года дебютировал в 2006 году.

### Тренерская
В начале 2020 года возглавил дубль клуба «Смолевичи», а в июле стал помощником главного тренера в основной команде. Работал в клубе до конца 2020 года.

## Достижения
«Шериф» (Тирасполь)
- Чемпион Молдовы (3): 2003/04, 2004/05, 2005/06

 «Минск»
- Победитель Первой лиги: 2008

 «Белшина» (Бобруйск)
- Победитель Первой лиги: 2009